# Форбекк, Рагнар
Ра́гнар Фо́рбекк (норв. Ragnar Forbech; 23 июля 1894, Кристиания — 28 декабря 1975, Осло) — общественный и церковный деятель Норвегии, член Всемирного Совета Мира, резидент-капеллан собора в городе Осло, пастор Евангелическо-лютеранской церкви Норвегии.

## Биография
В 1918 году получил степень кандидата богословия. С 1919 по 1926 год резидент-капеллан в городе Фредрикстад (c 28 июня 1919 года — настоятель Фредрикстадского собора), в 1926—1932 годах пастор в Осло. Во время оккупации Норвегии во время Второй Мировой войны активный участник движения Сопротивления, награждён Военным крестом.
В 1921 году женился на Рут Кристенсен, у супругов было двое детей.
С 1947 по 1964 год резидент-капеллан Кафедрального собора в Осло.
9 ноября 1956 года заявил представителям печати, что направил письмо Н. А. Булганину с призывом обеспечить свободный доступ Красного Креста в Венгрию, где советские войска вели боевые действия, а также «предотвратить бесчеловечность, которая там может иметь место».
В 1967 году опубликовал свои воспоминания «Prest på allfarvei — og utenfor» («Священник в глуши — и не только там»).

## Связи с СССР
Во время пребывания в Ленинграде в 1959 году был принят Митрополитом Крутицким и Коломенским Николаем, а также Митрополитом Ленинградским и Новгородским Питиримом; посетил Ленинградскую духовную академию, Троицкую церковь «Кулич и Пасха», Исаакиевский собор, Никольский кафедральный собор. В этом же году посетил Москву по приглашению Московской патриархии.

## Награды и премии
- Решением Комитета по международным Сталинским премиям «За укрепление мира между народами» от 9 декабря 1955 года Рагнер Форбекк в числе других деятелей назван лауреатом премии за 1955 год[3].
- Военный крест (Норвегия)